# Hilfsorganisation für nationale politische Gefangene und deren Angehörige

Logo der HNG

Die Hilfsorganisation für nationale politische Gefangene und deren Angehörige e. V. (HNG) war eine 1979 gegründete Organisation, die bundesweit rechtsextreme verurteilte Straftäter während und nach ihrer Haftzeit in Justizvollzugsanstalten betreute und unterstützte. Zuletzt hatte die Organisation rund 600 Mitglieder und gehörte damit zu den mitgliederstärksten rechtsextremen Organisationen in Deutschland. Ihren letzten Sitz hatte sie in Frankfurt am Main, ihre letzte Adresse war hingegen in Mainz-Gonsenheim. Am 21. September 2011 wurde die Organisation durch einen Erlass des zuständigen Bundesministers des Innern Hans-Peter Friedrich verboten.

## Ziele
Die inhaftierten Gesinnungsgenossen, von der HNG als „politische Gefangene“ bezeichnet, wurden mit Propagandamaterial versorgt, ihnen wurden Brieffreundschaften und Kontakte in die Szene vermittelt und es wurde für finanzielle Unterstützung gesorgt. Dabei wurden diese Hilfsleistungen auch bis dahin unorganisierten Neonazis oder Gefangenen ohne politischen Hintergrund angeboten, um sie für die Neonazi-Szene anzuwerben. Außerdem vermittelte die Organisation Anwälte im Zusammenhang mit Gerichtsverhandlungen gegen Neonazis und betreute die Angeklagten bei Prozessen.
Ziel der psychischen und materiellen Unterstützung war die Erhaltung der „Kampfmoral“ und die Vermeidung eines Ausstiegs aus der Neonaziszene. Sie galt als eine Nachfolgeorganisation der „Stillen Hilfe für Kriegsgefangene und Internierte“, die ähnliche Ziele verfolgte.

## Gründung und Mitglieder
Die 1979 gegründete HNG (Registrierung beim Amtsgericht Frankfurt am Main am 21. September) betreute nach eigenen Angaben zwischen 50 und 100 Gefangene, die in einem monatlich erscheinenden Nachrichtenblatt der Organisation mit dem Titel Nachrichten der HNG namentlich genannt wurden. So wurden beispielsweise von 2000 bis einschließlich März 2001 Inhaftierte aus circa 70 Justizvollzugsanstalten (JVA) in insgesamt dreizehn Bundesländern aufgeführt. Unter ihnen waren bzw. sind mehrere wegen Mordes oder versuchten Mordes Verurteilte, Kriegsverbrecher wie Erich Priebke, Josef Schwammberger oder Terroristen wie Stefan Michael Bar, Gottfried Küssel, Peter Naumann und Steven Smyrek sowie Holocaust-Leugner wie Udo Walendy. Der HNG gehörten ehemalige Mitglieder nahezu aller verbotenen neonazistischen Organisationen an.
In den 1980er Jahren war Christa Görth aus Bielefeld Vorsitzende der HNG. Sie stammte aus dem Umfeld von Michael Kühnen und der Aktionsfront Nationaler Sozialisten/Nationale Aktivisten (ANS/NA). Von 1991 bis Juli 2011 war Ursula Müller die Vorsitzende, ihr folgte Daniela Wegener. Bekannte Mitglieder waren bzw. sind u. a. Jürgen Baumgärtner, Siegfried Borchardt, Friedhelm Busse, Günter Deckert, Thomas Gerlach, Lutz Giesen, Christian Hehl, Manfred Roeder, Frank Schwerdt, Norbert Weidner, Hans-Christian Wendt, Christian Worch sowie Uwe Mundlos und Beate Zschäpe (NSU).

## DieNachrichten der HNG
Mit den Nachrichten der HNG gab die Organisation eine monatlich erscheinende Zeitschrift mit einer Auflage von etwa 700 Exemplaren heraus. In den Publikationen sollte „die angebliche Verfolgung des ‚nationalen Widerstandes‘ in der Bundesrepublik“ dokumentiert werden. Hier wurden regelmäßig aktualisierte Listen der betreuten Häftlinge veröffentlicht. Dabei wurde unterschieden zwischen einer eigentlichen Gefangenenliste mit etwa zehn prominenten Personen in Deutschland und zehn bis 15 Personen im Ausland (darunter vor allem die USA, Großbritannien, Frankreich und Italien) und einer wesentlich längeren Liste von Personen, die „Briefkontakt wünschen“. Bei der letzten Personengruppe handelte es sich fast ausschließlich um Straftäter, die sich wegen Gewaltstraftaten oder Morden mit rassistischem Hintergrund in Haft befanden. Die „Gefangenenliste“ der HNG wurde auch in zahlreichen anderen Publikationen der Neonaziszene und im Internet veröffentlicht.

## Jahreshauptversammlungen der HNG
Die Vereinigung organisierte einmal im Jahr einen Kongress bzw. eine Jahreshauptversammlung an wechselnden Orten in der Bundesrepublik. Diese wurden regelmäßig von 150 bis 400 Personen besucht, darunter zahlreiche prominente Vertreter des neonazistischen und extrem rechten Spektrums wie Führungskader der Freien Kameradschaftsszene und der verbotenen Neonazi-Skinhead-Organisation Blood and Honour, aber auch Vertreter der NPD, der DVU und ehemalige Republikaner. Solche Versammlungen fanden beispielsweise im März 1996 in Bad Dürkheim (Rheinland-Pfalz), am 13. März 1999 in Schwarzach am Main (Unterfranken), am 18. März 2000 in Kalbach (Hessen), am 31. März 2001 in Spiekershausen (Süd-Niedersachsen), am 23. März 2002 in Hessisch Lichtenau (Hessen), am 15. März 2003 in Alzenau-Wasserlos (Unterfranken) und am 20. März 2004 in Gremsdorf (Mittelfranken) statt. Bei der Jahreshauptversammlung der HNG e. V. am 9. April 2005, die erneut in Gremsdorf durchgeführt wurde, referierte Olaf Rose, der auch den umstrittenen Film Geheimakte Heß über Rudolf Heß drehte. Thorsten Heise überbrachte ein Grußwort der NPD-„Kameraden“ und Ralph Tegethoff erinnerte als letzter Redner in seinem Vortrag „an die letzten Kriegstage des Großdeutschen Reiches und seine tapferen Töchter und Söhne, die noch in den letzten Kriegstagen und darüber hinaus ihr Leben für die Heimat gaben“ (NPD-Pressemitteilung).

## Einschätzung der Verfassungsschutzbehörden und der Bundesregierung
2001 stellte die Bundesregierung fest, dass „durch Inhalte in der Publikation ‚Nachrichten der HNG‘ […] der Eindruck vermittelt [werde], dass insbesondere Delikte wie das Verbreiten von Propagandamitteln für verfassungswidrige Organisationen, das Verwenden von deren Kennzeichen oder die Volksverhetzung mit rechtsextremistischem Hintergrund nicht strafwürdig seien. Entsprechende Verurteilungen, so die Argumentation dort, seien vielmehr Ausdruck nicht zu rechtfertigender staatlicher Unterdrückung. So werde einem Unrechtsbewusstsein potenzieller Straftäter entgegengewirkt. Dies könne durchaus im Einzelfall die Hemmschwelle für die Begehung rechtsextremistischer Straftaten mindern.“ Die Mitgliederzahl wurde für das Jahr 2000 mit 550 angegeben. Seither stiegen die Mitgliederzahl und der Einfluss der Organisation kontinuierlich an, so dass in einem Spiegel-TV-Bericht im November 2005 festgestellt wurde, dass „in den Gefängnissen … die Propaganda-Arbeit der HNG massiv die Resozialisierung der rechtsextremistischen Täter [behindere]“. Der Verfassungsschutz schätzte die HNG daher als „größte bundesweit aktive Neonazi-Organisation in Deutschland“ ein.
Über die Gefangenenbetreuung hinaus diente die HNG auch zur Kontaktpflege von eigentlich miteinander rivalisierenden Organisationen und Personen innerhalb des stark zersplitterten extrem rechten/neonazistischen Spektrums. Zu dieser Einschätzung gelangte auch der Verfassungsschutzbericht 2000: „Für die rund 550 Mitglieder – überwiegend aus der zersplitterten Neonaziszene – besitzt die HNG die Funktion einer Klammer, die einen gewissen Zusammenhalt der Szene sichert.“

## Razzia 2010
Im September 2010 fand auf Veranlassung des Bundesministeriums des Innern eine bundesweite Razzia gegen die Organisation statt. In mehreren Bundesländern, darunter Rheinland-Pfalz, Nordrhein-Westfalen und Baden-Württemberg, wurden Räume der Gruppe polizeilich durchsucht.

## Verbot 2011
Der Bundesminister des Innern, Hans-Peter Friedrich, verbot die Organisation am 21. September 2011 durch einen Erlass. Friedrich begründete das Verbot damit, dass es „nicht länger hinnehmbar [gewesen sei], dass inhaftierte Rechtsextremisten durch die HNG in ihrer aggressiven Haltung gegen die freiheitliche demokratische Grundordnung bestärkt werden. Aus Ablehnung des demokratischen Rechtsstaats sowie der Verherrlichung des Nationalsozialismus versuchte die HNG, rechtsextreme Straftäter in der Szene zu halten.“ Die HNG habe zur „Radikalisierung der Neonaziszene beigetragen“. Eine gegen das Verbot gerichtete Klage wurde vom Bundesverwaltungsgericht im Dezember 2012 abgewiesen. Eine Beschwerde vor dem Bundesverfassungsgericht wurde im Juli 2018 zurückgewiesen.

## Nachfolgeorganisation
Als eine Nachfolgeorganisation gilt die Aryan Defense Jail Crew, die 2013 von deutschen Behörden aufgedeckt wurde. Das Netzwerk wurde im hessischen Hünfeld von Bernd Tödter gegründet.
Mit offiziellem Rahmen arbeitet bis heute die in Schweden als Verein eingetragene Nachfolgeorganisation Gefangenenhilfe.